# Seznam dílů seriálu Preacher
Toto je seznam dílů seriálu Preacher. Americký dramatický seriál Preacher vysílala stanice AMC v letech 2016–2019. Celkem vzniklo ve čtyřech řadách 43 dílů.

## Přehled řad
| Řada | Díly | Premiéra v USA  | Premiéra v USA    | Premiéra v ČR     | Premiéra v ČR     |
| Řada | Díly | První díl       | Poslední díl      | První díl         | Poslední díl      |
| ---- | ---- | --------------- | ----------------- | ----------------- | ----------------- |
| 1    | 10   | 22. května 2016 | 31. července 2016 | 29. května 2016   | 31. července 2016 |
| 2    | 13   | 25. června 2017 | 11. září 2017     | 29. června 2017   | 14. září 2017     |
| 3    | 10   | 24. června 2018 | 26. srpna 2018    | 19. července 2018 | 20. září 2018     |
| 4    | 10   | 4. srpna 2019   | 29. září 2019     | 20. února 2020    | 19. března 2020   |

## Seznam dílů

### První řada (2016)
Česká premiéra první řady byla vysílána kolem 03:00, v seznamu je datum české premiéry uvedeno podle televizního dne, tj. hodiny 00:00–06:00 se počítají k předchozímu kalendářnímu dni.
| Č. v seriálu | Č. v řadě | Původní název         | Režie                      | Scénář                                                           | Premiéra v USA    | Premiéra v ČR     | Sledovanost v USA (v milionech diváků) |
| ------------ | --------- | --------------------- | -------------------------- | ---------------------------------------------------------------- | ----------------- | ----------------- | -------------------------------------- |
| 1            | 1         | Pilot                 | Seth Rogen a Evan Goldberg | námět: Seth Rogen, Evan Goldberg a Sam Catlin scénář: Sam Catlin | 22. května 2016   | 29. května 2016   | 2,38                                   |
| 2            | 2         | See                   | Seth Rogen a Evan Goldberg | Sam Catlin                                                       | 5. června 2016    | 5. června 2016    | 2,08                                   |
| 3            | 3         | The Possibilities     | Scott Winant               | Chris Kelley                                                     | 12. června 2016   | 12. června 2016   | 1,75                                   |
| 4            | 4         | Monster Swamp         | Craig Zisk                 | Sara Goodman                                                     | 19. června 2016   | 19. června 2016   | 1,14                                   |
| 5            | 5         | South Will Rise Again | Michael Slovis             | Craig Rosenberg                                                  | 26. června 2016   | 26. června 2016   | 1,43                                   |
| 6            | 6         | Sundowner             | Guillermo Navarro          | Nick Towne                                                       | 3. července 2016  | 3. července 2016  | 1,49                                   |
| 7            | 7         | He Gone               | Michael Morris             | Mary Laws                                                        | 10. července 2016 | 10. července 2016 | 1,55                                   |
| 8            | 8         | El Valero             | Kate Dennis                | Olivia Dufault                                                   | 17. července 2016 | 17. července 2016 | 1,65                                   |
| 9            | 9         | Finish the Song       | Michael Slovis             | Craig Rosenberg                                                  | 24. července 2016 | 24. července 2016 | 1,57                                   |
| 10           | 10        | Call and Response     | Sam Catlin                 | Sam Catlin                                                       | 31. července 2016 | 31. července 2016 | 1,72                                   |

### Druhá řada (2017)
| Č. v seriálu | Č. v řadě | Původní název       | Režie                      | Scénář                     | Premiéra v USA    | Premiéra v ČR     | Sledovanost v USA (v milionech diváků) |
| ------------ | --------- | ------------------- | -------------------------- | -------------------------- | ----------------- | ----------------- | -------------------------------------- |
| 11           | 1         | On the Road         | Seth Rogen a Evan Goldberg | Sam Catlin                 | 25. června 2017   | 29. června 2017   | 1,69                                   |
| 12           | 2         | Mumbai Sky Tower    | Seth Rogen a Evan Goldberg | Sam Catlin                 | 26. června 2017   | 29. června 2017   | 1,35                                   |
| 13           | 3         | Damsels             | Michael Slovis             | Sara Goodman               | 3. července 2017  | 6. července 2017  | 1,11                                   |
| 14           | 4         | Viktor              | Michael Slovis             | Craig Rosenberg            | 10. července 2017 | 13. července 2017 | 1,19                                   |
| 15           | 5         | Dallas              | Michael Morris             | Philip Buiser              | 17. července 2017 | 20. července 2017 | 1,27                                   |
| 16           | 6         | Sokosha             | David Evans                | Mary Laws                  | 24. července 2017 | 27. července 2017 | 1,19                                   |
| 17           | 7         | Pig                 | Wayne Yip                  | Olivia Dufault             | 31. července 2017 | 3. srpna 2017     | 1,25                                   |
| 18           | 8         | Holes               | Maja Vrvilo                | Mark Stegemann             | 7. srpna 2017     | 10. srpna 2017    | 1,15                                   |
| 19           | 9         | Puzzle Piece        | Michael Dowse              | Craig Rosenberg            | 14. srpna 2017    | 17. srpna 2017    | 0,99                                   |
| 20           | 10        | Dirty Little Secret | Steph Green                | Mary Laws                  | 21. srpna 2017    | 24. srpna 2017    | 1,03                                   |
| 21           | 11        | Backdoors           | Norberto Barba             | Sara Goodman               | 28. srpna 2017    | 31. srpna 2017    | 0,90                                   |
| 22           | 12        | On Your Knees       | Michael Slovis             | Sam Catlin a Rachel Wagner | 4. září 2017      | 7. září 2017      | 1,10                                   |
| 23           | 13        | The End of the Road | Wayne Yip                  | Sam Catlin                 | 11. září 2017     | 14. září 2017     | 0,97                                   |

### Třetí řada (2018)
| Č. v seriálu | Č. v řadě | Původní název       | Režie             | Scénář                  | Premiéra v USA    | Premiéra v ČR     | Sledovanost v USA (v milionech diváků) |
| ------------ | --------- | ------------------- | ----------------- | ----------------------- | ----------------- | ----------------- | -------------------------------------- |
| 24           | 1         | Angelville          | Michael Slovis    | Sam Catlin              | 24. června 2018   | 19. července 2018 | 0,84                                   |
| 25           | 2         | Sonsabitches        | Michael Slovis    | Sara Goodman            | 1. července 2018  | 26. července 2018 | 0,77                                   |
| 26           | 3         | Gonna Hurt          | John Grillo       | Gary Tieche             | 8. července 2018  | 2. srpna 2018     | 0,77                                   |
| 27           | 4         | The Tombs           | Wayne Yip         | Mark Stegemann          | 15. července 2018 | 9. srpna 2018     | 0,75                                   |
| 28           | 5         | The Coffin          | Millicent Shelton | Mary Laws               | 22. července 2018 | 16. srpna 2018    | 0,82                                   |
| 29           | 6         | Les Enfants du Sang | Laura Belsey      | Rachel Wagner           | 29. července 2018 | 23. srpna 2018    | 0,78                                   |
| 30           | 7         | Hilter              | Michael Morris    | Carla Ching             | 5. srpna 2018     | 30. srpna 2018    | 0,88                                   |
| 31           | 8         | The Tom/Brady       | Wayne Yip         | Mary Laws a Kevin Rosen | 12. srpna 2018    | 6. září 2018      | 0,94                                   |
| 32           | 9         | Schwanzkopf         | Kevin Hooks       | Gary Tieche             | 19. srpna 2018    | 13. září 2018     | 0,98                                   |
| 33           | 10        | The Light Above     | Sam Catlin        | Sam Catlin              | 26. srpna 2018    | 20. září 2018     | 1,02                                   |

### Čtvrtá řada (2019)
| Č. v seriálu | Č. v řadě | Původní název     | Režie             | Scénář                   | Premiéra v USA | Premiéra v ČR   | Sledovanost v USA (v milionech diváků) |
| ------------ | --------- | ----------------- | ----------------- | ------------------------ | -------------- | --------------- | -------------------------------------- |
| 34           | 1         | Masada            | John Grillo       | Sam Catlin a Kevin Rosen | 4. srpna 2019  | 20. února 2020  | 0,62                                   |
| 35           | 2         | Last Supper       | John Grillo       | Gary Tieche              | 4. srpna 2019  | 20. února 2020  | 0,62                                   |
| 36           | 3         | Deviant           | Kevin Hooks       | Sara Goodman             | 11. srpna 2019 | 27. února 2020  | 0,55                                   |
| 37           | 4         | Search and Rescue | Kevin Hooks       | Mark Stegemann           | 18. srpna 2019 | 27. února 2020  | 0,54                                   |
| 38           | 5         | Bleak City        | Jonathan Watson   | Susan Hurwitz Arneson    | 25. srpna 2019 | 5. března 2020  | 0,53                                   |
| 39           | 6         | The Lost Apostle  | Jonathan Watson   | Gary Tieche              | 1. září 2019   | 5. března 2020  | 0,45                                   |
| 40           | 7         | Messiahs          | Iain B. MacDonald | Mark Stegemann           | 8. září 2019   | 12. března 2020 | 0,53                                   |
| 41           | 8         | Fear of the Lord  | Iain B. MacDonald | Wes Brown                | 15. září 2019  | 12. března 2020 | 0,45                                   |
| 42           | 9         | Overture          | Laura Belsey      | Carolyn Townsend         | 22. září 2019  | 19. března 2020 | 0,51                                   |
| 43           | 10        | End of the World  | Sam Catlin        | Sam Catlin               | 29. září 2019  | 19. března 2020 | 0,51                                   |